# Governo Svinhufvud II
O governo Svinhufvud II corresponde ao período da história política finlandesa que se inicia com a posse de Pehr Evind Svinhufvud como primeiro-ministro, em 4 de julho de 1930. Foi um governo maioritário formado pelos partidos da Liga Agrária, Coligação Nacional, Popular Sueco e Nacional Progressista. Teve seu fim em 21 de março de 1931.
O segundo mandato de Svinhufvud ficou marcado pela resolução dos conflitos políticos internos iniciados no governo anterior. Logo nos primeiros dias, um operário de Forssa e integrante do Movimento de Lapua foi assassinado. Os rebeldes responderam invadindo uma sessão do Comitê de Constituição do parlamento e sequestrando os congressistas comunistas Eino Pekkala e Jalmari Rötkö. Depois disso, o ministro do Interior Erkki Kuokkanen ordenou a prisão de todos os congressistas comunistas. Com o objetivo de aprovar leis anticomunistas, o então presidente Lauri Kristian Relander dissolveu o parlamento e ordenou novas eleições para outubro. Isto agravou as atividades criminosas dos membros do Lapua, que sequestraram o vice-presidente do Partido Social-Democrata, Väinö Hakkila. Apesar disso, a estratégia do governo funcionou e o novo parlamento aprovou as leis anticomunistas.
Mais tarde, o governo resolveu reprimir o Movimento de Lapua, uma vez que a ameaça do comunismo não podia ser mais usada para justificar os esforços golpistas. Para atingir o objetivo, o governo transferiu o ex-presidente Kaarlo Juho Ståhlberg para Joensuu. Isto fez com que a direita moderada abandonasse o movimento extremista.

## Composição
O governo Svinhufvud II foi composto pelos seguintes ministros:
| Ministério                   | Ministro              | Período                                       | Partido                       |
| ---------------------------- | --------------------- | --------------------------------------------- | ----------------------------- |
| Primeiro-ministro            | Pehr Evind Svinhufvud | 4 de julho de 1930 - 18 de fevereiro de 1931  | Partido da Coligação Nacional |
| Primeiro-ministro interino   | Juho Vennola          | 18 de fevereiro de 1931 - 21 de março de 1931 | Partido Nacional Progressista |
| Relações Exteriores          | Hjalmar J. Procopé    | 4 de julho de 1930 - 21 de março de 1931      | Independente                  |
| Justiça                      | Karl Söderholm        | 4 de julho de 1930 - 21 de março de 1931      | Partido Popular Sueco         |
| Interior                     | Erkki Kuokkanen       | 4 de julho de 1930 - 21 de março de 1931      | Partido da Coligação Nacional |
| Defesa                       | Albin Manner          | 4 de julho de 1930 - 21 de março de 1931      | Liga Agrária                  |
| Finanças                     | Juho Vennola          | 18 de fevereiro de 1931 - 21 de março de 1931 | Partido Nacional Progressista |
| Educação                     | Paavo Virkkunen       | 4 de julho de 1930 - 21 de março de 1931      | Partido da Coligação Nacional |
| Agricultura                  | August Raatikainen    | 4 de julho de 1930 - 21 de março de 1931      | Liga Agrária                  |
| Transportes e Obras Públicas | Rolf Witting          | 4 de julho de 1930 - 21 de março de 1931      | Partido Popular Sueco         |
| Comércio e Indústria         | Axel Solitander       | 4 de julho de 1930 - 21 de março de 1931      | Independente                  |
| Assuntos Sociais             | Eino Tuomivaara       | 4 de julho de 1930 - 21 de março de 1931      | Liga Agrária                  |